# Rodrigo González Torres
Rodrigo González Torres (Viña del Mar, 26 de septiembre de 1941-4 de septiembre de 2022) fue un filósofo, académico, investigador y político chileno.
Fue alcalde de Viña del Mar en los periodos 1992-1994 y 1996-2000. Posteriormente fue diputado de la República, primero por el antiguo distrito 14, entre 2002 y 2018, y más tarde por el distrito 7, entre 2018 y 2022.

## Biografía
Es hijo de Luis González Grendi y Aída Torres Balbo. Realizó sus estudios en el Colegio de los Sagrados Corazones de Valparaíso y luego ingresó a la Pontificia Universidad Católica de Valparaíso, donde se licenció en Filosofía y Educación (1963). Realizó estudios en instituciones de París, Berlín y Fráncfort, hasta obtener un Doctorado en Filosofía en la Universidad de la Sorbona, Francia (1968).
Se desempeñó como académico de las universidades de Chile, Católica de Santiago y Católica de Valparaíso (1969-1973).
Fue investigador del Programa Interdisciplinario de Investigaciones en Educación (PIIE) (1983).
Se casó con Ingrid Karelovic Ríos.

## Carrera política

### Inicios y dictadura militar
Participó de la fundación del Movimiento de Acción Popular Unitaria (MAPU) desde 1969, llegando a ocupar el cargo de vicepresidente nacional del MAPU en 1973. Fue candidato a rector de la Universidad Católica de Valparaíso (UCV) en 1972. 
Tras el golpe de Estado de 1973 fue exonerado de la UCV. Más tarde, en 1977, fue detenido y exiliado por la dictadura de Pinochet, radicándose en Luxemburgo e Italia. Trabajó para el Parlamento Europeo en 1983 e integró la Central Italiana de Sindicatos Libres (CISL), además hizo clases en la Universidad de Luxemburgo. Regresó a Chile en 1983, cuando la dictadura permitió el retorno de los exiliados. 
Participó activamente de la recuperación de la democracia a través de la Alianza Democrática, además de dirigir varios centros de estudio dedicados a la promoción sindical y popular. Fue uno de los fundadores del Partido por la Democracia (PPD) y de la Concertación de Partidos por la Democracia en 1987, llegando a ser parte de la primera mesa directiva de su nueva colectividad.
Asimismo fue jefe de campaña en Valparaíso del «No» en el plebiscito de 1988 y al año siguiente encabezó la campaña senatorial de Laura Soto por la Región de Valparaíso. En el gobierno de Patricio Aylwin fue designado Secretario Regional Ministerial de Educación de la Región de Valparaíso (1990-1992).

### Alcalde y diputado

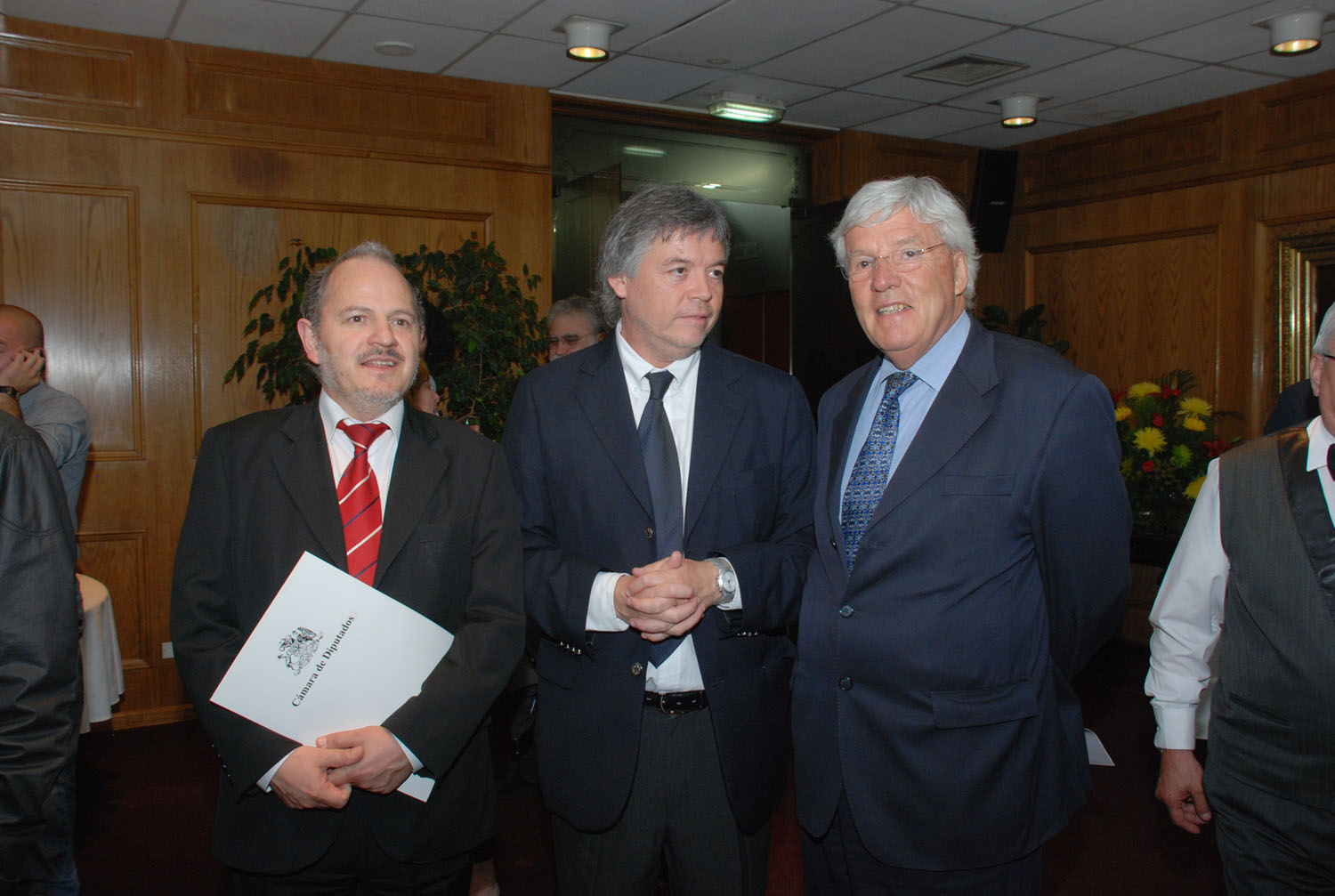
González (derecha) en una actividad pública en 2011.

En las elecciones municipales de 1992 fue electo alcalde de Viña del Mar por el periodo 1992-1996. El 11 de octubre de 1994 fue destituido por el Tribunal Calificador de Elecciones (TRICEL). Sin embargo, logró su reelección para el periodo 1996-2000, ejerciendo paralelamente como vicepresidente de la Asociación Chilena de Municipalidades. Durante su gestión como alcalde debió enfrentar diferentes acusaciones relacionadas con el mal uso de dineros públicos. Por tal motivo fue formalizado y posteriormente absuelto del delito de fraude al fisco. No obstante, el TRICEL lo destituyó mientras ejercía los últimos meses del período 1996-2000, el 24 de agosto de 2000.
En las elecciones parlamentarias de 2001 fue electo diputado por el Distrito 14, correspondiente a las comunas de Viña del Mar y Concón, para el periodo 2002-2006, integrando la comisión permanente de Pesca, Acuicultura e Intereses Marítimos. En 2005 y 2009 fue reelecto por el mismo distrito, ejerciendo por los periodos 2006-2010 y 2010-2014, formando parte, en ambos períodos, de la comisión permanente de Micro, Pequeña y Mediana Empresa, además de la comisión de Educación.
Entre 2018 y 2022 se desempeñó como diputado por el distrito N.° 7 correspondiente a las comunas de Algarrobo, Cartagena, Casablanca, Concón, El Quisco, El Tabo, Isla de Pascua, Juan Fernández, San Antonio, Santo Domingo, Valparaíso y Viña del Mar, además de ejercer la vicepresidencia de la Cámara.

## Historial electoral

### Elecciones municipales de 1992
- Elecciones municipales de 1992, para la alcaldía de Viña del Mar[6]

(Se consideran solo los candidatos que resultaron elegidos para el Concejo Municipal)

### Elecciones municipales de 1996
- Elecciones municipales de 1996, para la alcaldía de Viña del Mar[7]

(Se consideran solo los candidatos que resultaron elegidos para el Concejo Municipal)

### Elecciones Municipales de 2000
- Elecciones municipales de 2000, Viña del Mar[8]

### Elecciones parlamentarias de 2001
- Elecciones parlamentarias de 2001, a Diputado por el distrito 14 (Viña del Mar y Concón)[9]

### Elecciones parlamentarias de 2005
- Elecciones parlamentarias de 2005, a Diputado por el distrito 14 (Viña del Mar y Concón)[10]

### Elecciones parlamentarias de 2009
- Elecciones parlamentarias de 2009, a Diputado por el distrito 14 (Viña del Mar y Concón)[11]

### Elecciones parlamentarias de 2013
- Elecciones parlamentarias de 2013, a Diputado por el distrito 14 (Viña del Mar y Concón)[12]

### Elecciones parlamentarias de 2017
- Elecciones parlamentarias de 2017 a Diputado por el distrito 7 (Algarrobo, Cartagena, Casablanca, Concón, El Quisco, El Tabo, Isla de Pascua, Juan Fernández, San Antonio, Santo Domingo, Valparaíso y Viña del Mar)[13]